# Lăzărești (okręg Harghita)
Lăzărești (węg. Lázárfalva) – wieś w Rumunii, w okręgu Harghita, w gminie Cozmeni. W 2011 roku liczyła 625 mieszkańców.